# Ouest 939–998
Die Ouest 939–998 waren Dampflokomotiven mit Schlepptender der Chemins de fer de l’Ouest, die im Schnellzugsverkehr eingesetzt waren.
Zwischen 1888 und 1896 ließ die Ouest in drei Serien 60 American-Schnellzuglokomotiven bauen, die sich stark an den britischen Konstruktionsprinzipien orientierten. Sie hatten ein Zweizylinder-Innentriebwerk ohne Verbundwirkung und konnten ungefähr eine Leistung von 700 PS abgeben. Die Lokomotiven trugen bei der Ouest die Nummern 939 bis 998 und erhielten, nachdem diese von der Chemins de fer de l’État übernommen worden war, die Nummern 220-301 bis 360. Bei der SNCF wurden die Lokomotiven der Baureihe 220 A zugeordnet.

## Betrieb
Nach Ablieferung wurden die Lokomotiven vor den Express- und Schnellzügen in der Normandie und der Bretagne eingesetzt. Sie erhielten aber um das Ende des 19. Jahrhunderts starke Konkurrenz durch die leistungsfähigeren Verbundlokomotiven der Reihe 500, den darauf folgenden 2’C-lokomotiven und Pacific-Lokomotiven.
Vor dem Ersten Weltkrieg waren die Lokomotiven in Regionalzügen auf den Hauptstrecken, später auch auf Nebenstrecken eingesetzt. Sie waren den Depots Batignolles, Paris-Vaugirard, Gisors, Rouen-Orleans, Dreux, Saint-Brieuc, Segré, Châteaubriant, Saint-Nazaire und Loudun zugeteilt.
Ab 1929 begann die Ausmusterung der Lokomotiven. Die SNCF übernahm bei ihrer Gründung 1938 noch 14 Lokomotiven, die der Baureihe 220 A zugeordnet wurden. Sie wurden hauptsächlich  in der Basse-Normandie vom Depot Dreux aus auf der Strecke Dreux–Evreux eingesetzt. Der Zweite Weltkrieg beendete den Einsatz der Lokomotiven. Bei Kriegsende war nur noch die 220 A 303 vorhanden, die im Depot Evreux als Dampferzeuger diente, bis sie 1950 abgebrochen wurde.

## Unterserien
Die Vorserienlokomotiven und die drei Serien wiesen einige Unterschiede auf:
Prototypen 951 und 952
Die Vorserienlokomotiven 951 und 952 wurden unter der Leitung von Fernand Clérault, Oberingenieur der Ouest, entworfen und 1888 von Batignolles ausgeliefert. Sie sind äußerlich am Dach der Führerstandes erkennbar, das hinten von zwei Stangen getragen wird und die ganze Länge des Führerstandes abdeckt. Der Achsstand der Kuppelachsen betrug bei diesen Maschinen 2,7 m.  Die 951 wurde in Paris an den Weltausstellungen von 1889 und 1900 gezeigt, die 952 führte Probefahrten bei der PLM aus, wo sie eine Höchstgeschwindigkeit von 138 km/h erreichte.
953–962
Nach dem erfolgreichen Resultat der Probefahrten mit den Vorserienlokomotiven ließ Ouest von Schneider & Cie. ab 1891 eine erste Serie von 10 Stück bauen. Äußerlich sind die Lokomotiven am gekürzten Dach über dem Führerstand und dem in die Verkleidung der Kuppelachsen integrierte eckigen Sandkasten zu erkennen.
963–998
Ab 1884 bauten Schneider & Cie. und SACM in Belfort weitere 36 Lokomotiven, ebenfalls mit kurzem Dach und 2,7 m Radstand der Kuppelachsen.
939–950
Diese Serie wurde bei der Société Franco-Belge bestellt. Sie unterscheidet sich von den anderen Serien durch eine längere Feuerbüchse, die einen auf 2,9 m vergrößerten Achsstand der Kuppelachsen nötig machte. Die restlichen Hauptabmessungen blieben gleich wie bei den anderen Lokomotiven.

## Umbauten
Während den Betriebsjahren wurden wenige Umbauten an den Lokomotiven ausgeführt. Einzig die Stehkessel wurde durch solche der Bauart Belpaire ersetzt. Einige Lokomotiven erhielten einen zusätzlichen Sanddom hinter dem Dampfdom. Der ursprüngliche zweiachsige Tender mit 10,5 m³ Wasservorrat wurde bei einigen Lokomotiven durch Drehgestelltender mit 18 m³ oder einen dreiachsigen Tender mit 15 m³ ersetzt.